# Instytut Biologii Roślin Uniwersytetu Wrocławskiego

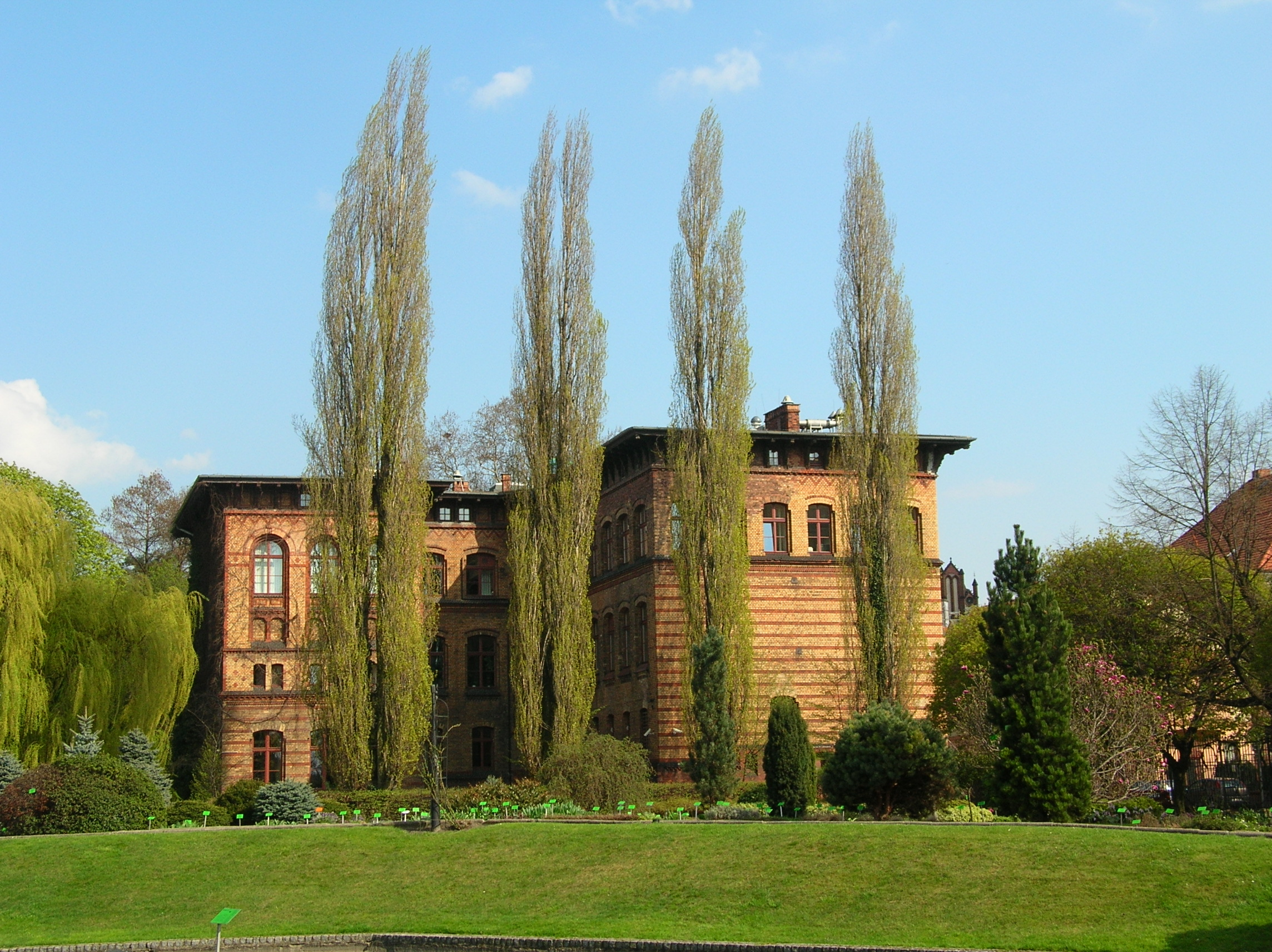
Instytut Biologii Roślin Uniwersytetu Wrocławskiego, widok od strony Ogrodu Botanicznego

Instytut Biologii Roślin Uniwersytetu Wrocławskiego – istniejąca do kwietnia 2012 roku jednostka dydaktyczno-naukowa należąca do struktur Wydziału Nauk Biologicznych UWr.

## Kierunki kształcenia
Instytut prowadzi zajęcia dla studentów kierunków: biologia oraz ochrona środowiska.

## Struktura organizacyjna
- Zakład Cytogenetyki i Specjacji Roślin – obecnie w Instytucie Biologii Eksperymentalnej
- Zakład Ekologii, Biogeochemii i Ochrony Środowiska – obecnie osobna katedra
- Zakład Fizjologii Roślin – obecnie w Instytucie Biologii Eksperymentalnej
- Zakład Morfologii i Rozwoju Roślin – obecnie w Instytucie Biologii Eksperymentalnej
- Zakład Bioróżnorodności i Ochrony Szaty Roślinnej – obecnie osobna katedra

W skład instytutu wchodzą również dwie pracownie. Działa także Stacja Ekologiczna "STORCZYK" oraz instytutowa biblioteka.

## Władze
- Dyrektor: prof. dr hab. Grażyna Kłobus
- Z-ca Dyrektora: dr Zygmunt Dajdok

## Adres
Instytut Biologii Roślin

Uniwersytetu Wrocławskiego

ul. Kanonia 6/8

50-328 Wrocław